# PERFECT BEST (EXILEのアルバム)
『PERFECT BEST』（パーフェクト ベスト）は、EXILEのベスト・アルバム。2005年1月1日にrhythm zoneから発売。

## 概要
グループ初のベスト・アルバムで、『SINGLE BEST』、『SELECT BEST』、それら2枚組CD＋ビデオクリップ21曲を収録したDVDの3枚組で構成されたものが『PERFECT BEST』として3タイトル同時発売された。
『SINGLE BEST』は、デビューシングル「Your eyes only〜曖昧なぼくの輪郭〜」から「HERO」までのシングル14曲を収録された、いわゆるシングル・コレクション的な内容になっている。
『SELECT BEST』は、シングルのカップリングやアルバムに収録された楽曲からタイアップ曲を中心とした10曲と「SINGLE BEST」から漏れた限定生産シングル、フィーチャリングシングル、新曲「STAY」を加えた全15曲を収録。
『PERFECT BEST』に付くDVDには、『EXPV 1』『EXPV 2』『EXPV 3』やアルバムの初回限定盤付属DVDに収録されていたビデオクリップ15曲と、アルバム初収録となったシングル5曲と新曲「STAY」のビデオクリップも加えた全21曲を収録。「HERO」のメイキング映像も収録。
初回盤特典として『PERFECT BEST』はスリーブケース＋カラーケース仕様。『SINGLE BEST』『SELECT BEST』は特殊ジャケット仕様。

## 主な記録
オリコン週間アルバムランキングでは2週連続の首位獲得となった。これは、2週分集計する合算週に首位だったことによるもの。
本作はオリジナルアルバム『EXILE ENTERTAINMENT』以来、通算2作目のミリオンセラーとなった。累積売上は162万枚を超えており、グループのアルバムの中では『EXILE BALLAD BEST』に次いで2番目の売上を記録。

## 収録曲

### CD
※シングル、カップリング曲の解説は各ページ、タイアップ情報はEXILEを参照。

#### DISC 1『SINGLE BEST』
※はアルバム初収録、※※はシングルバージョン初収録曲。
1. Your eyes only 〜曖昧なぼくの輪郭〜 [3:49]
作詞：Kenn Kato / 作曲・編曲：Face 2 fAKE
  - 1stシングル
2. Style [4:43]
作詞：Kenn Kato / 作曲・編曲：Face 2 fAKE
  - 2ndシングル
3. Fly Away [4:25]
作詞・作曲：SASA / 編曲：原田憲
  - 3rdシングル
4. song for you [5:43]
作詞：Kenn Kato / 作曲・編曲：Face 2 fAKE
  - 4thシングル
5. Cross 〜never say die〜 [5:01]
作詞：Kenn Kato / 作曲・編曲：原一博
  - 5thシングル
6. Kiss you [4:56]
作詞：Kenn Kato / 作曲・編曲：原一博
  - 6thシングル「EX-STYLE 〜Kiss you〜」表題曲
7. We Will 〜あの場所で〜 [5:29]
作詞：SHUN / 作曲：中野雄太 / 編曲：h-wonder
  - 7thシングル
8. Together [4:19]
作詞：EXILE & Kenn Kato / 作曲・編曲：原一博
  - 8thシングル「Breezin' 〜Together〜」表題曲
9. Choo Choo TRAIN [4:43]
作詞：佐藤ありす / 作曲：中西圭三 / 編曲：岩戸崇
  - 10thシングル
  - ZOOのカバー
10. Carry On [4:51]
作詞：SHUN / 作曲：原一博 / 編曲：h-wonder
  - 14thシングルの1曲目
11. 運命のヒト※※ [4:52]
作詞：ATSUSHI / 作曲：山口寛雄 / 編曲：h-wonder
  - 14thシングルの2曲目
12. real world※ [4:38]
作詞：Kenn Kato / 作曲：山口寛雄 / 編曲：原田憲
  - 15thシングル
13. HEART of GOLD [5:36]
作詞：永山耕三 / 作曲：山口寛雄 / 編曲：河野圭
  - 16thシングル
14. HERO※ [4:47]
作詞：SHUN / 作曲・編曲：原一博
  - 17thシングル

#### DISC 2『SELECT BEST』
1. STAY [4:28]
作詞：michico / 作曲：T.Kura, michico / 編曲：T.Kura
  - 新曲

後に4thアルバム『ASIA』にリミックスバージョン、ベストアルバム『EXILE ENTERTAINMENT BEST』にTAKAHIROとの再録バージョンが収録された。
4thアルバム収録曲「最後の告白 〜STAY part.Ⅱ〜」は、本曲の続編である。
2. ESCAPE（Inst.）[3:31]
作曲・編曲：HIRO × (Kira + Okayan)）
  - 2ndアルバム『Styles Of Beyond』収録曲
3. wishes [4:08]
作詞：Kenn Kato / 作曲・編曲：原一博
  - 2ndアルバム収録曲
4. Time [4:59]
作詞：Kenn Kato / 作曲・編曲：原一博
  - 8thシングルカップリング
5. BLUE〜云えずにいる〜 [5:07]
作詞：EXILE & RYK / 作曲・編曲：山木隆一郎
  - 8thシングルカップリング
6. 砂時計 [4:55]
作詞：maR / 作曲・編曲：MONK
  - 8thシングルカップリング
7. LET ME LUV U DOWN feat.ZEEBRA & MACCHO（OZROSAURUS）[4:01]
作詞：FIRSTKLAS、MACCHO / 作曲：FIRSTKLAS
  - 9thシングル
8. Be Mine [5:42] - 99% Radio Allstars
作詞：Marc'Justin'Sexton & 山木隆一郎、IGOR / 作曲・編曲：山木隆一郎
  - コンピレーションアルバム『99% Radio Show』収録曲
9. Eternal... [5:34]
作詞：ATSUSHI / 作曲：山口寛雄 / 編曲：h-wonder
  - 11thシングル
10. ki・zu・na [4:34]
作詞：Kenn Kato / 作曲・編曲：春川仁志
  - 12thシングル
11. O'ver [5:01]
作詞：SHUN / 作曲：菊池一仁 / 編曲：長岡成貢
  - 13thシングル
12. New Jack Swing [4:35]
作詞：L.L.BROTHERS、MICHICO / 作曲・編曲：T-KURA）
  - 3rdアルバム『EXILE ENTERTAINMENT』リードトラック
13. Believe [5:07]
作詞：SHUN / 作曲・編曲：長岡成貢
  - コンピレーションアルバム『99% Radio Show』収録曲のオリジナルバージョン
  - 3rdアルバム収録曲
14. Emotional Beat [4:42]
作詞：Kenn Kato / 作曲・編曲：h-wonder
  - コンピレーションアルバム『HEART of GOLD 〜STREET FUTURE OPERA BEAT POPS〜』収録曲（EXILES）
15. イノチの理由 [4:05]
作詞：Kenn Kato / 作曲：山口寛雄 / 編曲：原田憲）
  - コンピレーションアルバム『HEART of GOLD 〜STREET FUTURE OPERA BEAT POPS〜』収録曲（EXILES）

### DVD
※『PERFECT BEST』のみ。1と17-22は初収録映像。
1. STAY
2. Your eyes only 〜曖昧なぼくの輪郭〜
3. Style
4. Fly Away
5. song for you
6. Cross 〜never say die〜
7. Kiss you
8. We Will 〜あの場所で〜
9. J Soul Brothers
10. Together
11. LET ME LUV U DOWN feat. ZEEBRA & MACCHO（OZROSAURUS）
12. Eternal...
13. ki・zu・na
14. O'ver
15. Choo Choo TRAIN
16. New Jack Swing
17. Carry On
18. 運命のヒト
19. real world
20. HEART of GOLD
21. HERO
22. making of "HERO"